# لوک شاو
لوک شاو (انگلیسی: Luke Shaw؛ زاده ۱۲ ژوئیهٔ ۱۹۹۵) بازیکن فوتبال اهل انگلستان و باشگاه منچستر یونایتد است.
شاو از ۸ سالگی در باشگاه ساوت‌همپتون حضور داشت و از سال ۲۰۱۲ که به تیم اصلی راه یافته بود، ۶۷ بازی رسمی برای این تیم انجام داد.
لوک شاو ۱۹ ساله در ماه ژوئن سال ۲۰۱۴ با مبلغ ۳۱٫۵ میلیون پوند و حقوق هفتگی ۱۶۰ هزار پوند به منچستر یونایتد منتقل شد. گری نویل کمک مربی تیم ملی انگلستان که ۴۰۰ بازی برای یونایتد انجام داده دربارهٔ شاو گفت: شما باید او را از نزدیک ببینید تا متوجه شوید که چه بازیکن فوتبال مستعدی است. لوک شاو فوق العادست. او افزود: هوادارن یونایتد باید متوجه باشند هنگامی که شما شخصی را در این سن با ۲۷ میلیون می‌خرید نباید فوراً به بازی بی نقص فکر کنید بلکه باید به او زمان و فضای کافی بدهید تا پیشرفت کند. فکر می‌کنم مانند هر ۱۹ ساله‌ای که به اولدترافورد می‌آید لوک به زمان نیاز خواهد داشت تا شرایطش را حل و فصل کند. من انتظار دارم که او عالی کار کند اما شما طی ۱۸ ماه تا دو سال آینده شاهد یک دفاع چپ کاملاً فوق‌العاده خواهید بود.

## افتخارات
منچستر یونایتد
- سوپر جام فوتبال انگلستان(۱): ۲۰۱۶
- لیگ اروپا(۱): ۲۰۱۷–۲۰۱۶
  - نایب قهرمان ۲۰۲۱–۲۰۲۰

انگلستان
- جام ملت‌های اروپا: ۲۰۲۰ نایب قهرمان

## آمار ملی

### بازی‌های ملی
تا تاریخ ۱۹ ژوئن ۲۰۲۳
| انگلستان | انگلستان | انگلستان | انگلستان |
| سال      | بازی     | گل       | پاس گل   |
| -------- | -------- | -------- | -------- |
| ۲۰۱۴     | ۴        | ۰        | ۰        |
| ۲۰۱۵     | ۲        | ۰        | ۲        |
| ۲۰۱۷     | ۱        | ۰        | ۰        |
| ۲۰۱۸     | ۱        | ۰        | ۱        |
| ۲۰۲۱     | ۱۱       | ۱        | ۵        |
| ۲۰۲۲     | ۹        | ۲        | ۱        |
| ۲۰۲۳     | ۳        | ۰        | ۰        |
| مجموع    | ۳۱       | ۳        | ۹        |

### گل‌های ملی
| شماره | تاریخ           | میزبان | بازی ملی | حریف    | نتیجه | رقابت                    |
| ----- | --------------- | ------ | -------- | ------- | ----- | ------------------------ |
| ۱     | ۱۱ ژوئیه ۲۰۲۱   | لندن   | ۱۶       | ایتالیا | ۱–۱   | جام ملت‌های اروپا ۲۰۲۰    |
| ۲     | ۲۶ مارس ۲۰۲۲    | لندن   | ۲۰       | سوئیس   | ۲–۱   | دوستانه                  |
| ۳     | ۲۶ سپتامبر ۲۰۲۲ | لندن   | ۲۳       | آلمان   | ۳–۳   | لیگ ملت‌های اروپا ۲۳–۲۰۲۲ |